# بی‌عشق (فیلم ۲۰۱۷)
بی‌عشق (روسی: Нелюбовь) فیلمی روسی در سبک درام تراژیک به کارگردانی آندری زویاگینتسف است که در سال ۲۰۱۷ ساخته و پخش شد. بی عشق داستان یک زوج را روایت می‌کند که رابطه‌شان مدت‌ها است از عشق و عاطفه خالی شده، پسرشان مدتی است که گمشده و آنها باید دنبال تنها فرزندشان بگردند.
به دلیل تأیید نشدن فیلم قبلی آندری زیاگینتسف از سوی دولت روسیه، فیلمبرداری این فیلم در مسکو با حمایت‌های بین‌المللی انجام گرفت. بی عشق مورد ستایش منتقدان واقع شد، فیلم در بخش مسابقه هفتادمین دوره جشنواره فیلم کن حضور داشت و جایزه ویژه هیئت داوران را از آن خود کرد، همچنین در نودمین دوره جوایز اسکار نامزد دریافت جایزه بهترین فیلم خارجی زبان شد.

## بازیگران
- ماریانا اسپیواک در نقش ژنیا
- آلکسی رزین در نقش بوریس
- ماتوی نوویکُف در نقش پسر ژنیا و بوریس
- مارینا واسیلیوا در نقش ماشا
- آندریس کیش در نقش آنتون